# Radioshow

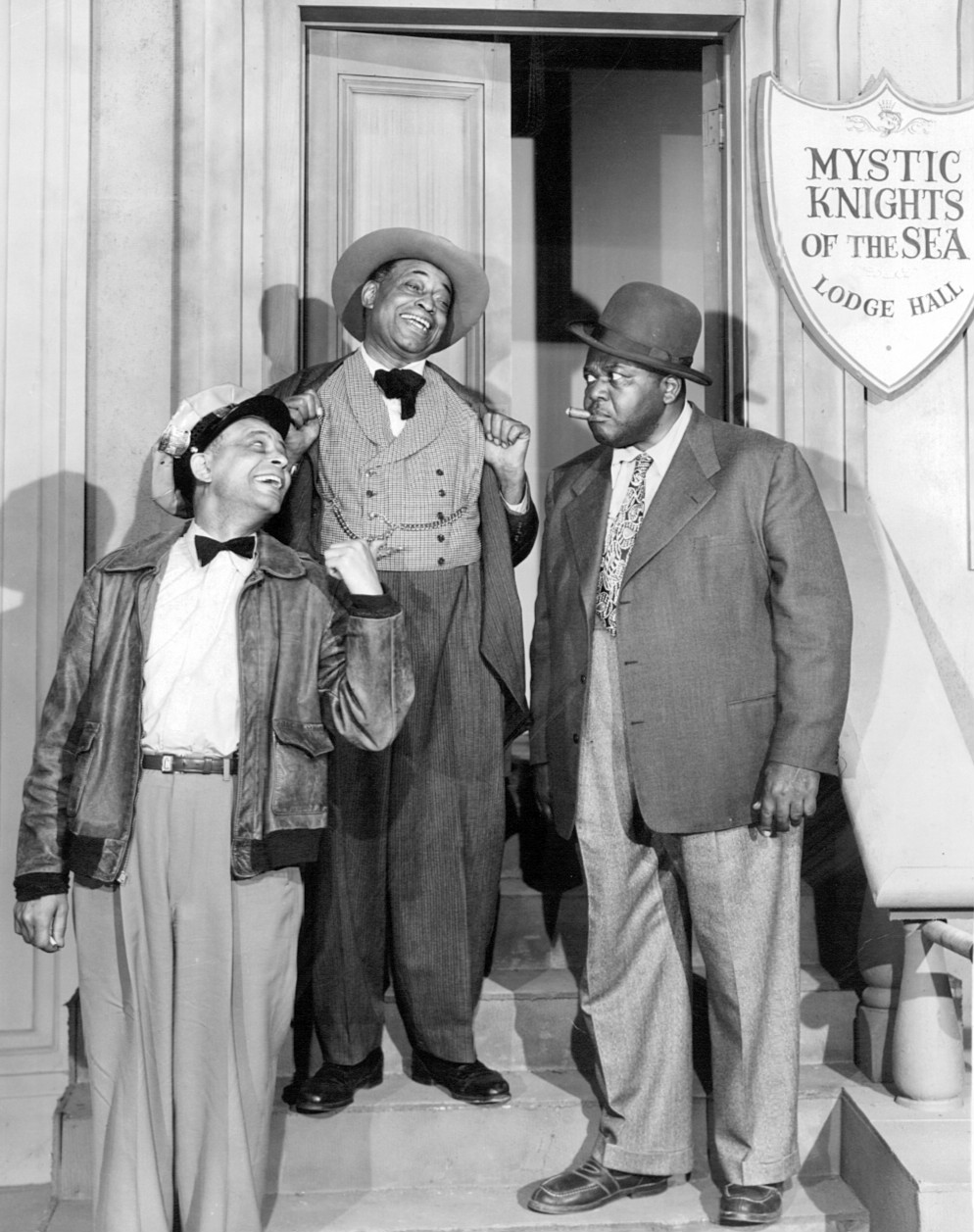
Amos ’n’ Andy war als Radioshow jahrelang so erfolgreich, dass sie 1951 für das Fernsehen adaptiert wurde, doch die Rollen spielten nicht die ursprünglichen weißen Sprecher.

Eine Radioshow ist eine regelmäßige oder einmalig ausgestrahlte Hörfunksendung, die zur Unterhaltung dient. In ihren Anfängen zu Beginn des 20. Jahrhunderts in den USA waren es meistens Live-Vorträge und -übertragungen.
Durch die Erfindung des elektrischen Aufnahmeverfahrens wurde es möglich, die Live-Radioshows auf Schallplatten in guter Qualität aufzunehmen. Ende der 1920er-Jahre konnten via elektrischer Transkription die meist 15-minütigen Radioshows an andere Radiostationen versendet werden, was den Bekanntheitsgrad einiger Shows steigerte.
Finanziert wurden die meisten Radioshows von großen Unternehmen, zum Beispiel aus der Zigaretten-, Seifen- oder Lebensmittelbranche, die ihre Marke in die Titel der eigenen Shows einfließen ließen.

## Beispiele berühmter Radioshows
Radioshows wurden Mitte der 1920er-Jahre in den Vereinigten Staaten entwickelt, zu den ältesten und bekanntesten zählt die Grand Ole Opry.
Die amerikanische Radioshow Amos ’n’ Andy wurde 1928 von den Weißen Freeman Gosden und Charles Correll ins Leben gerufen, die einen „schwarzen Dialekt“ sprachen und die Rollen von Amos Jones bzw. Andy Hogg Brown spielten. Ihre fünfzehnminütige Radioshow auf WMAQ wurde ursprünglich nur in Chicago ausgestrahlt. Ab dem 19. August 1929 wurde sie landesweit an sechs Abenden wöchentlich ausgestrahlt, zur besten Sendezeit um 18 Uhr, was der Serie die Möglichkeit gab, ein Familienpublikum anzuziehen. Das Radioprogramm präsentierte eine Reihe von Sketchen, in denen es um zwei aufstrebende schwarze Männer ging, die von Georgia nach Chicago ausgewandert waren. Gosden und Corell übernahmen mehrere Rollen, männliche wie weibliche, ihr Humor war liebenswert und die Radioshow bei Weißen und Schwarzen gleichermaßen beliebt.
Amerikanische Talentshows im Radio wurden in den 1930er-Jahren zu einem nationalen Trend, als aufgrund der schweren Wirtschaftskrise sehr viele Menschen arbeitslos waren, und die Vorstellung, im Radio reich zu werden, besonders verlockend war (die bekanntesten Gewinner der Major Bowes Amateur Hour waren der Opernstar Beverly Sills und der Sänger Frank Sinatra).
Der Lebensmittelkonzern Kraft sponserte mehrere Radioshows, wo berühmte Stars wie Bing Crosby, Henry Fonda, Bob Hope und andere Gastauftritte hatten. Die Kraft Musical Revue, wie die Sendung ursprünglich hieß, war ein überwältigender Erfolg, ebenso wie Miracle Whip. Die Association of National Advertisers stufte die Sendung innerhalb von zwei Jahren als eine der vier beliebtesten Radiosendungen ein. Einige Künstler wurden nur dank ihrer Anstellung bei den gesponserten Radioshows berühmt, zum Beispiel traten die Sopranistin Virginia Rea und der Tenor Frank Munn in der Radioshow Palmolive Hour unter den Namen Olive Palmer bzw. Paul Oliver auf.
Fred Allens Karriere beim Radio erstreckte sich von 1932 bis 1949. Seine erfolgreichste Radioshow war Mitte der 1940er-Jahre Allen's Alley, dabei machten er und seine Frau Portland Hoffa einen Spaziergang durch ein imaginäre Gasse und klopften an Türen, die von verschiedenen „wunderbaren ethnischen Charakteren“ geöffnet wurden, was ein breites Spektrum amerikanischer Kultur repräsentierte.
Von 1938 bis 1959 war eine beliebte kanadische Radioshow The Happy Gang von CBC Radio, in der Musik gespielt und einfältige Witze erzählt wurden; die Hörer schickten oft sogar ihre eigenen dummen Witze ein.

## Geschichte
Mit dem Beginn der täglichen Radiosendungen ab Mitte der 1920er-Jahre ergab sich die Notwendigkeit der zeitlichen Strukturierung hin zu einem Programm, um die Zuhörer durch ein attraktives Angebot bei der Stange zu halten. Allmählich bildeten sich spezielle Beitragsformen heraus, und Formate aus anderen Medien wie Fernsehen oder Kino wurden adaptiert, die sich unterscheiden lassen in informierende (Nachrichten, Berichte, Reportagen, Interviews) und unterhaltende (Radioshows, Hörspiele, Musikbeiträge, Jingles).
In der Mitte bis Ende der 1920er Jahre verlegten einige US-Radiosendern ihre Studios in Hotels, wo es ein Leichtes war, ein Live-Publikum zu versammeln und gleich die „Hausband“ des Hotels zu engagieren, um jeden Abend aus dem Ballsaal der Hotels zu senden.
In fast allen frühen Radioshows spielten Weiße „Negerrollen“ nach dem Vorbild der Minstrel- und Blackface-Schauspieler auf der Bühne und im Fernsehen. Da die Sendungen noch nicht vor Publikum ausgestrahlt wurden, machte dieses neue elektronische Medium die Täuschung viel einfacher, die ganz auf der Nachahmung des schwarzen Dialekts und der Intonation beruhte. Damit hatte das Radio ein neues rassistisches Phänomen eingeführt, das man dann mit dem Eintritt in den Zweiten Weltkrieg wieder loswerden wollte –  Bundesbehörden wurden angewiesen, Radioshows zu entwickeln, die Afroamerikaner in einem positiven Licht darstellten.
Die Tabakindustrie war der größte Sponsor der Unterhaltungsmusik im Radio: unter den Produktmarken-Radioshows am erfolgreichsten war Lucky Strike. Gesponserte Radiosendungen der 1920er Jahre setzten „indirekte Werbung“ ein, also simple Erwähnungen des Sponsors der Sendung ohne Produktbeschreibung oder Verkaufsargument. Als 1928 das Lucky Strike Dance Orchestra gegründet wurde, setzte NBC aufdringliche Radiowerbung mit expliziten Produktversprechen ein. Schon 1931 wurden für Frauen „milde“ Lucky-Strike-Zigaretten von Opern- und Filmstars zusammen mit „Schlankheits“-Botschaften verkauft, die den Zuhörern suggerierten, sie sollten eine Lucky Strike rauchen statt etwas Süßes zu essen.
Anfang der 1950er Jahre wurden die meisten Talentradioshows ins Fernsehen verlagert; zu Beginn des 21. Jahrhunderts kupferte das Fernsehen die Idee der Radioshows ab, zum Beispiel American Idol und Dancing with the Stars.
Ab den 1950er-Jahren machten Sender wie Radio Luxemburg klar, was den deutschen Sendern fehlte, deren Präsentation der Sendungen „todernst“ war, und obendrein meist nicht mal die Originalversionen, sondern die Coverversionen ihrer eigenen Bigbands und Orchester spielten: Radio Luxemburg spielte Schlager, Pop, Smalltalk und Werbung, was zwar zuerst als Livesendung simuliert wurde, später aber mit eigenen DJs und auch deutscher Moderation.
Pionierdienste leistete der Bayerische Rundfunk mit Thomas Gottschalk, der seine Radioshow im Jahr 1971 startete. Doch noch immer waren die meisten Präsentatoren keine DJs, sondern nun meist Journalisten, die sich selbst eher als Intellektuelle denn als Unterhalter sahen. 1952 schlug der junge Engländer Chris Howland, der beim British Forces Network in Hamburg der Betreuer der Popmusik war, dem NWDR eine vollkommen neuartige Musik-Radioshow nach BFN-Vorbild vor und präsentierte ab dem 1. September 1952 dann als „Schallplattenjockey“ aktuelle Populärmusik aus den USA und Großbritannien. Chris Howland war über Jahre hinweg einer der wenigen Sprecher, der seine Sendungen aufhellte, so auch Jimmy Jungermann im Bayerischen Rundfunk.
Der an Promotion orientierte Teil der damaligen Musikkultur stellte während der amerikanischen Wirtschaftskrise um 1929 eine Zuflucht für Musikschaffenden dar; Musiktheater wie das Vaudeville mussten schließen, weil die Zuschauer sich diese Unterhaltungsform nicht mehr leisten konnten. Die von finanzstarken Unternehmen gesponserten Radioshows konnten den nun nach neuen Arbeitsstellen suchenden Musikschaffenden jedoch weiterhin Gagen anbieten. So stieg in den 1930er-Jahren die weiße Version des Swing unter maßgeblichem Einfluss der Shows von Camel und dem Keksproduzenten National Biscuit zur populärsten Musikrichtung auf. Somit machte die Musikindustrie mit ihrer promotionalen Strategie die ehemaligen Vaudeville-Entertainer zu Stars.
Die Jahre zwischen 1950 und 1960 gelten gemeinhin als „Blütezeit“ des deutschen Hörfunks, die Programmstrukturen waren stabil, Programmkonzeptionen wurden kaum verändert, Innovationen waren selten. Das Echo des Tages oder die Rundschau aus dem Hessenland, Hörspiele von Günter Eich oder die Radioshows von Hans-Joachim Kulenkampff und Peter Frankenfeld sprachen große Hörergruppen an. Rudi Carrells erste Aktivität außerhalb des Fernsehens war 1968 eine eigene Radioshow im Hessischen Rundfunk. Wie auch bei seinen Bühnenengagements in Deutschland, konnte Carell dabei auf seine Erfahrungen aus der holländischen Vorfernsehzeit zurückgreifen. Wie viele seiner Fernsehkollegen - Frankenfeld, Kulenkampff, Wim Thoelke oder Hans Rosenthal – hatte auch Carell in den 1950er-Jahren, bevor er zum Fernsehen kam, Erfahrung beim Radio gesammelt.

## Aktuelle Entwicklung
Durch die Verlagerung der Mediennutzung hin zum Fernsehen und vor allem zu Online-Medien ist die ‚große Zeit‘ der Unterhaltungssendungen im Hörfunk vorbei.
Eine Ausnahme machen die sogenannten Morningshows, die seit den 1990er-Jahren im deutschsprachigen Radio verbreitet sind.